# 幻刻の門 新撰組70's
『幻刻の門 新撰組70's』（ときのもん しんせんぐみ70's）は、菊地昭夫による日本の漫画作品。『近代麻雀』（竹書房）にて連載され、単行本は2巻まで発売され、後に2012年8月27日に『幻刻の麻雀 新選組70's』と改題され、単行本未収録分の話が収録された完全版がコンビニコミック（バンブー・コミックス）として発売された。
昭和43年にタイムスリップした主人公・津田ナオトが麻雀新撰組を結成し活躍していく物語である。

## 登場人物
津田ナオト（つだ ナオト）
本作の主人公。ある日、麻雀で6連勝した後、負かした男から鉄パイプで殴られ意識不明となり、次に目覚めた時には昭和43年にタイムスリップしていた。後に小島武夫、阿佐田哲也らと出会い、麻雀新撰組を結成する（この流れから津田は古川凱章の立場にあたる）。
小島武夫（こじま たけお）
麻雀プロ。雀荘で倒れていた津田を助ける。
阿佐田哲也（あさだ てつや）
本作の狂言回し的な役割。津田に意味深な言葉を伝える。

## 書籍
単行本（竹書房、近代麻雀コミックス 全2巻 - 未完）
1. 2008年10月21日発売 ISBN 978-4-8124-6887-6
2. 2009年7月16日発売 ISBN 978-4-8124-7137-1

コンビニコミック 完全版（バンブー・コミックス、全1巻）
1. 2012年8月27日発売、2012年9月10日初版発行 ISBN 978-4-8124-7830-1